# Mackenzie (rivière de Nouvelle-Zélande)
Pour les articles homonymes, voir Mackenzie.
La rivière Mackenzie (en anglais : Mackenzie River) est un cours d’eau de l’Île du Sud de la Nouvelle-Zélande.

## Géographie
Elle est située dans le bassin de Mackenzie dans la région de  Canterbury. Elle alimente la rivière Grays, qui à son tour se jette la rivière Tekapo.